# Haus zum Storch

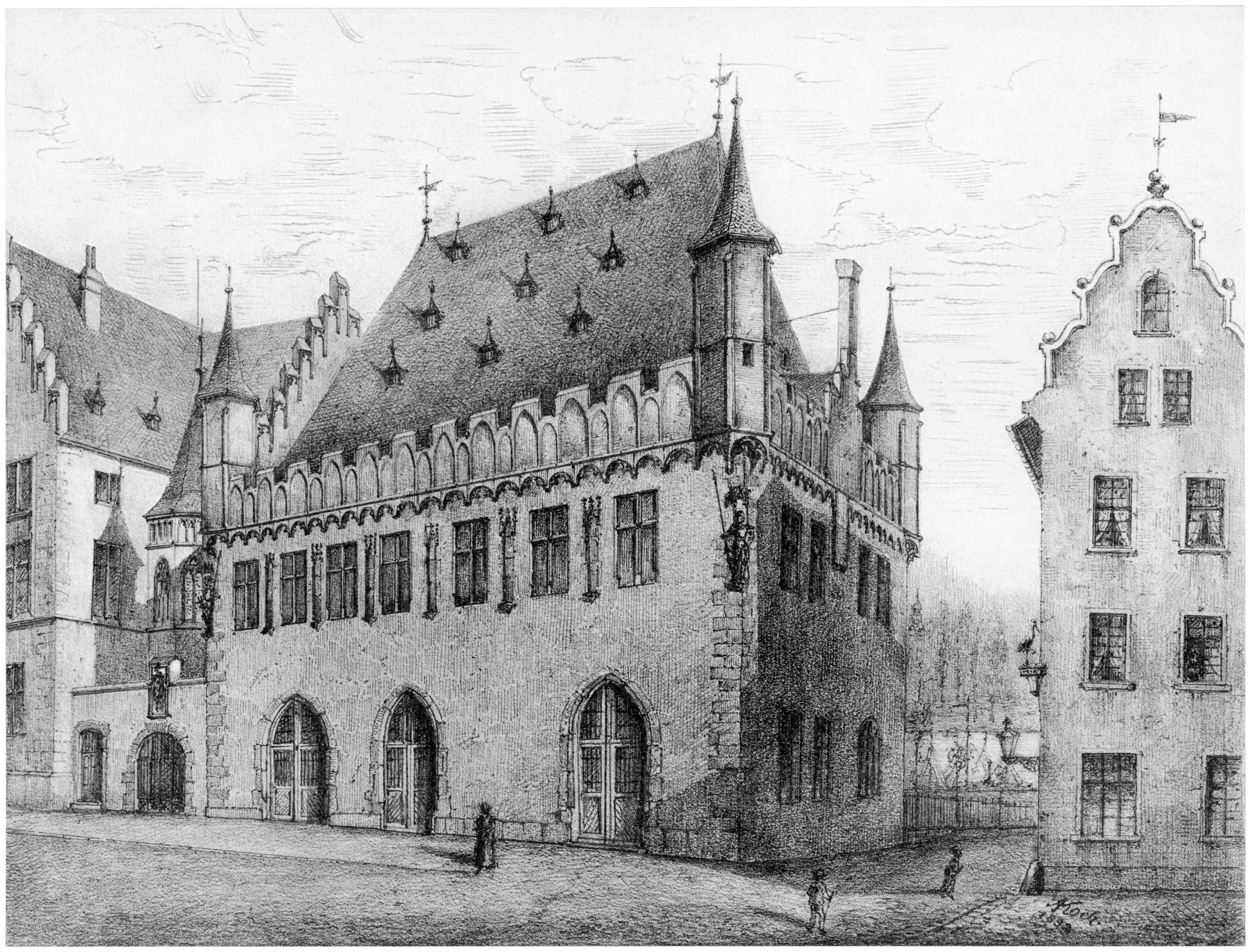
Links das Leinwandhaus, rechts (durch die Gasse Am Schlachthaus getrennt) das Haus zum Storch (Zeichnung 1892)

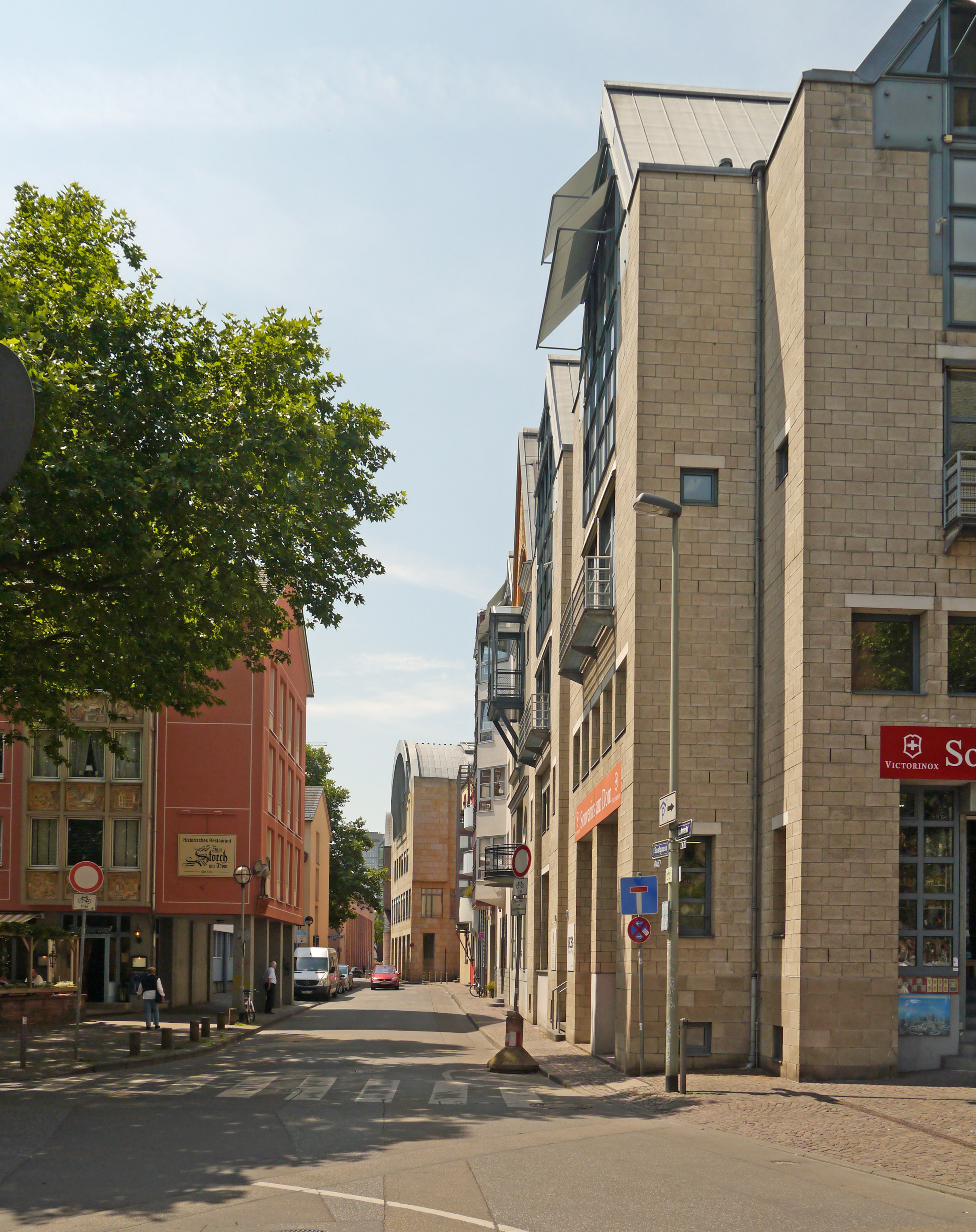
Das Restaurant zum Storch (rotes Gebäude links im Bild) 2017 an der postmodern gestalteten Saalgasse

Das Haus zum Storch war ein im Zweiten Weltkrieg bei den Luftangriffen auf Frankfurt am Main zerstörtes historisches Gebäude der Frankfurter Altstadt. In dem auf seinen Fundamenten errichteten Nachfolgebau befinden sich wie früher Wohnungen und eine Gaststätte.

## Lage

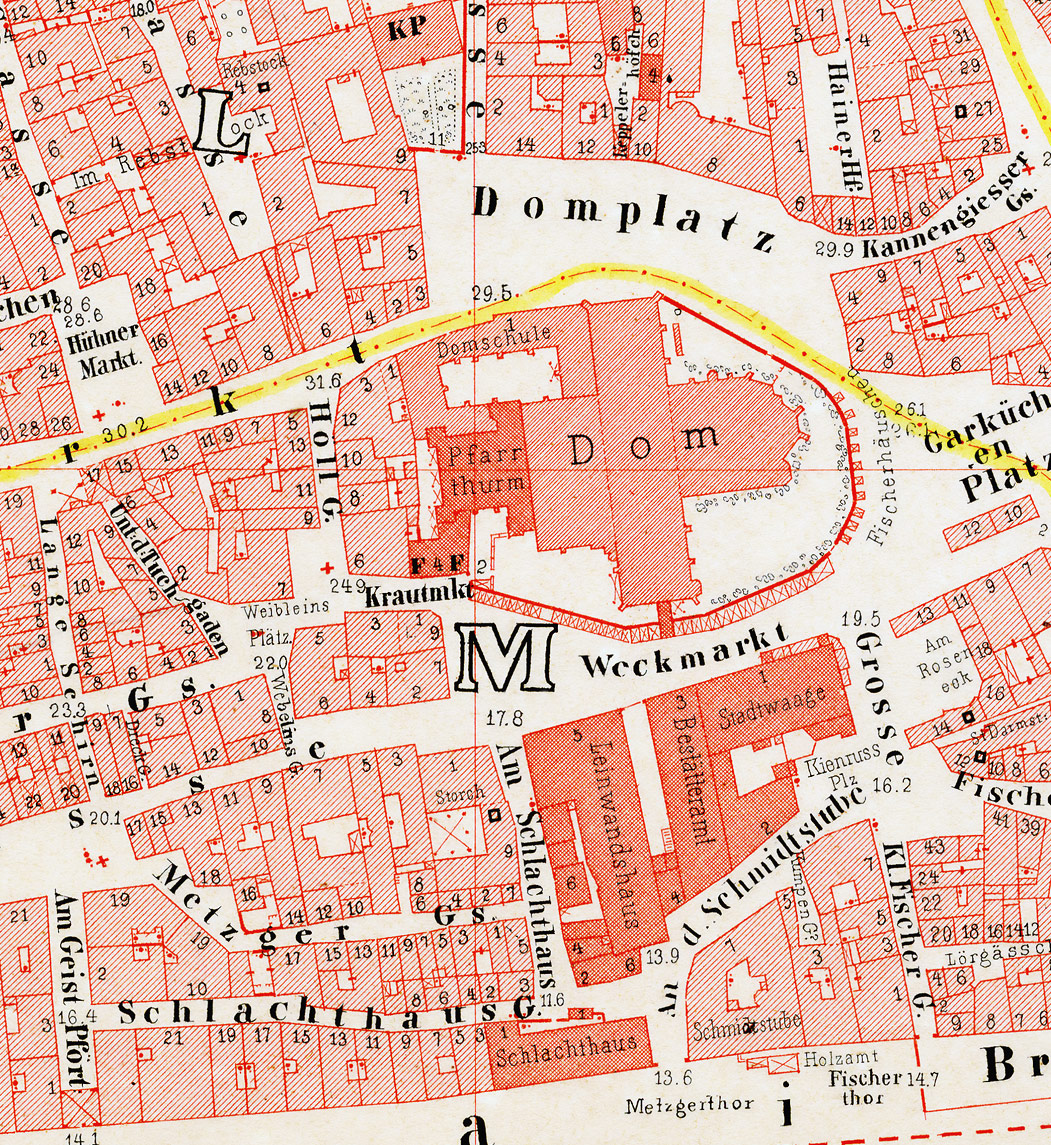
Stadtplan 1861

Das historische Haus zum Storch befand sich südlich des Frankfurter Doms an den Weckmarkt angrenzend in der Saalgasse 1, durch die Gasse Am Schlachthaus (jetzt: Zum Pfarrturm) vom benachbarten Leinwandhaus getrennt. Im Zuge des Wiederaufbaus nach dem Zweiten Weltkrieg wurde der unmittelbar an die Zum Pfarrturm grenzende Gebäudeteil nicht wiedererrichtet und zu einem Gastgarten umgewandelt. Die postalische Adresse der Liegenschaft ist seitdem Saalgasse 3–5.
Das Haus zum Storch ist nicht identisch mit dem Gasthaus zum Storch, in dem Friedrich Schiller 1782 übernachtete. Dieses lag in der Brückenstraße im Frankfurter Stadtteil Sachsenhausen und wurde 1892 abgerissen.

## Geschichte

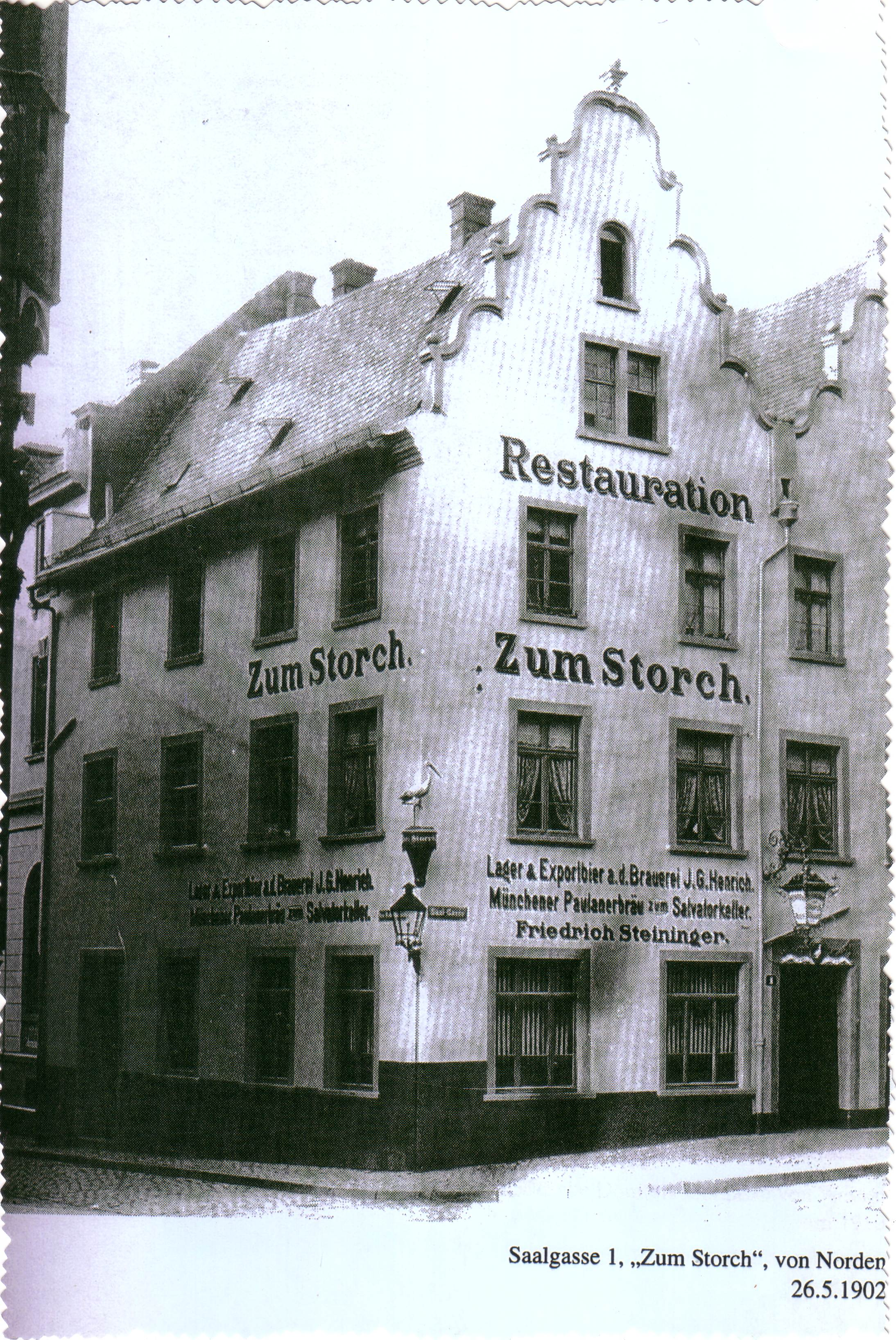
Ansicht 1902

Das Gebäude wird als Haus Storcken erstmals 1317 erwähnt.
Anfang des 16. Jahrhunderts hatte der Kaufmann Domenicus Bocher (1508–1547) in dem Gebäude sein Geschäft für englische Tuche, Farbwaren und Wolle. Im 17. Jahrhundert war die Liegenschaft Eigentum der Familie Würtz (Wiertz), die darin einen Groß- und Auslandshandel mit Tabak und Gewürzen betrieb. 1704 verkaufte der Bankier Gogel, ein Schwiegersohn des letzten Kaufmanns der Familie Wiertz, das Haus an den Pfarrerssohn Vincenz Assum, welcher darin im gleichen Jahr einen Weinausschank einrichtete. Seitdem befindet sich in dem Anwesen ständig eine Gastronomie. 1798 wurde das Haus umgebaut und 1944 bei einem Bombenangriff völlig zerstört. 1953 wurde auf den historischen Fundamenten ein Neubau errichtet.

## Galerie am Dom
In den 1950er und 1960er Jahren hatte in der Saalgasse 3  der Verein Galerie am Dom seine Domizil, in dem im Erdgeschoss Frankfurter, wie auch internationale zeitgenössische Künstler ihre Arbeiten zeigen konnten. Im Keller befand sich eine Künstlerbar, die zu einem wichtigen sozialen Treffpunkt der heimischen Künstler wurde. Ausgestellt wurden unter anderem Paul Mansouroff (1961), Benno Walldorf (1962), Hermann Krupp (1963), Ossip Zadkine (1963), Werner Schreib (1964).